# Frank Wildhorn
Frank Wildhorn est un compositeur américain né le 29 novembre 1958 à Harlem (New York, États-Unis), qui s'est surtout rendu célèbre par ses comédies musicales. Il est un collaborateur régulier du parolier Jack Murphy.

## Biographie

### Jeunesse et formation
Frank Wildhorn est né à Harlem au sein d'une famille juive. Très jeune, il déménage dans le Bronx, puis dans le Queens Village. Pour soulager son père malade, les Wildhorn finissent par quitter New York pour s'établir en Floride, à Hollywood. C'est à Los Angeles qu'il apprend la musique en autodidacte avec sa sœur ; il s'entraîne sur un orgue électronique, un Electone, deux fois par jour. De là naît sa passion pour la musique.
Au lycée, il s'initie au rock'n'roll, au rhythm and blues ainsi qu'au jazz.
Lors de ses études supérieures, il fréquente le Miami Dade College pendant deux ans avant d'être transféré à l'Université de Californie du Sud, où il étudie l'Histoire et la philosophie.

### Le succès avecWhere Do Broken Hearts Go
Son diplôme en poche, il commence sa carrière en tant que pianiste de jazz soul et compose en parallèle.
Tout juste âgé de trente ans, il rencontre le succès avec le tube Where Do Broken Hearts Go, interprété par Whitney Houston et sorti en 1988. Il travaille notamment pour Stacy Lattisaw, Natalie Cole, Kenny Rogers, Trisha Yearwood, Trace Adkins, Patti LaBelle ou Dennis DeYoung.
Si la comédie musicale reste un art assez évasif pour lui, sa quête de musique éclectique et son envie de bousculer les codes le poussent à s'intéresser sérieusement au genre.

### Les débuts difficiles dans le domaine du musical
« Quand j'ai mis les pieds pour la première fois dans le monde du théâtre, certaines personnes étaient assez snobs et m'appelaient « the pop guy » ; ils employaient ce mot, « pop », comme une mauvaise chose. »

— Frank Wildhorn sur ses débuts à Broadway
Fort de ses succès sur la scène pop, Wildhorn cherche désormais à concrétiser un projet qui lui est cher, esquissé aux côtés de son ami Steve Cuden à la fin des années 80 : un spectacle basé sur L'Étrange Cas du docteur Jekyll et de M. Hyde de Robert Louis Stevenson. Une démo est enregistrée mais le show ne verra jamais le jour, faute de financement. Réécrite par Wildhorn et le parolier Leslie Bricusse, la comédie musicale est lancée en 1990 au Alley Theatre, à Houston.
Toujours inspiré par la littérature, il s'essaie sans réel succès à l'adaptation du roman Trilby de George du Maurier avant de se pencher sur la saga du Mouron Rouge de la baronne Emma Orczy. Cette idée s'accomplit via The Scarlet Pimpernel, sur un livret de Nan Knighton.
Il porte ensuite la Guerre de Sécession en musique ; les chansons de The Civil War alternent les points de vue de l'Union, de la Confédération et des esclaves. La comédie musicale combine des lettres, des extraits de journaux intimes, des documents historiques et des poésies de Walt Whitman. Ce spectacle marque les débuts d'une collaboration fructueuse avec l'auteur Jack Murphy.
En 1999, le compositeur présente simultanément trois de ses spectacles sur Broadway : Jekyll & Hyde, The Scarlet Pimpernel et The Civil War. Tous sont des échecs critiques et publiques sur le territoire américain où la perte totale avoisine les 20 millions de dollars.
Présenté en 2004 au Belasco Theatre (Broadway), Dracula est également étrillé par la presse.

### Un compositeur phare en Europe et en Asie
« Il semble qu'il existe une connexion romantique incroyable entre ma musique et le public coréen. Il y a eu de merveilleuses collaborations entre lui et moi au cours de ces dernières années. J'appelle cela une collaboration parce que je ne fais pas un spectacle pour les spectateurs, je le fais avec les spectateurs. Je ressens toujours une énergie différente de leur part, chaque soir. »

— Frank Wildhorn sur son rapport à la scène sud-coréenne.

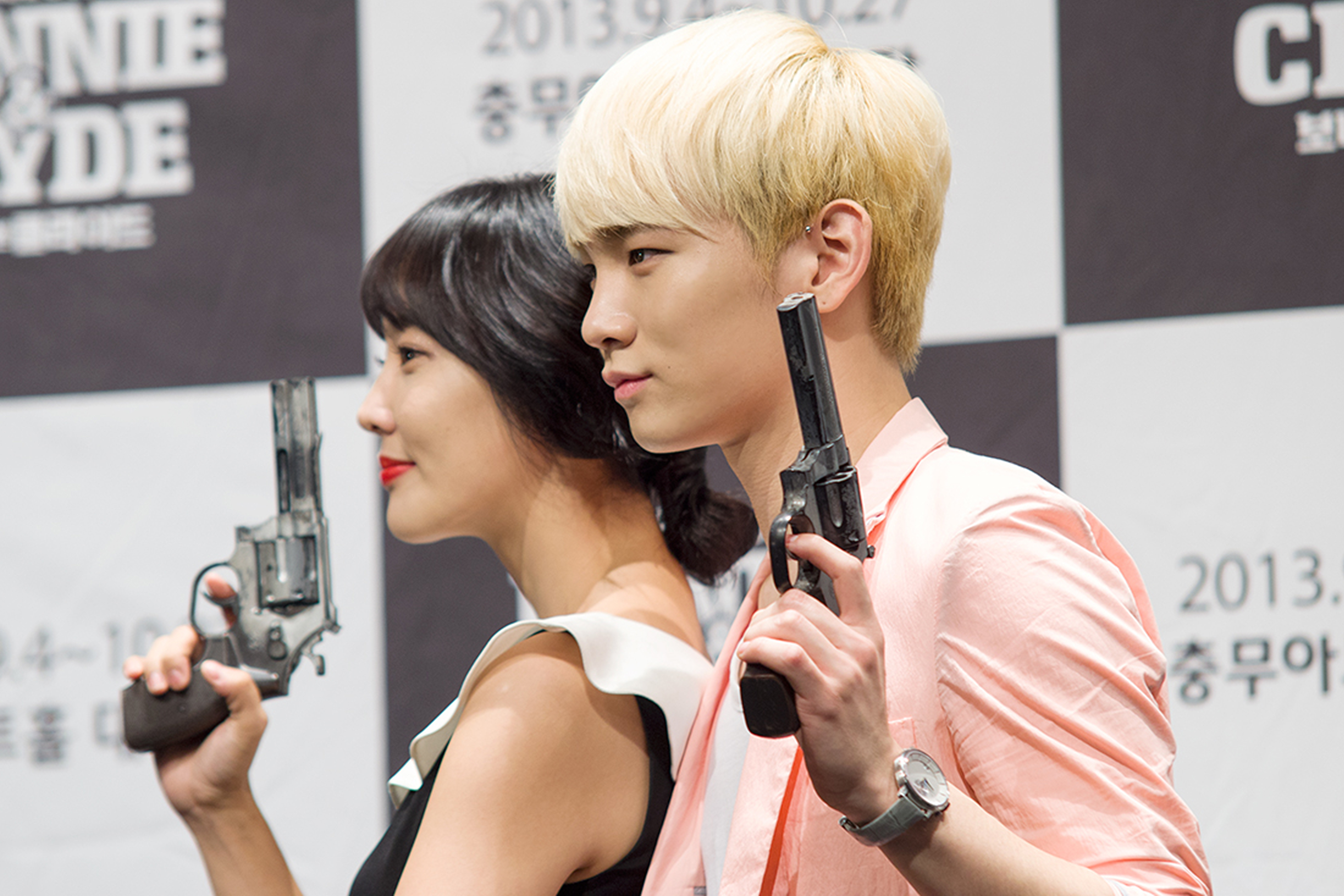
Dana Hong (Bonnie) et Key (Clyde) à la présentation de Bonnie & Clyde (2013).
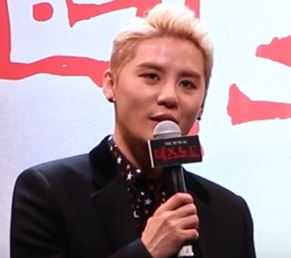
Junsu (L Lawliet) lors de la conférence de presse dédiée à Death Note (2016).
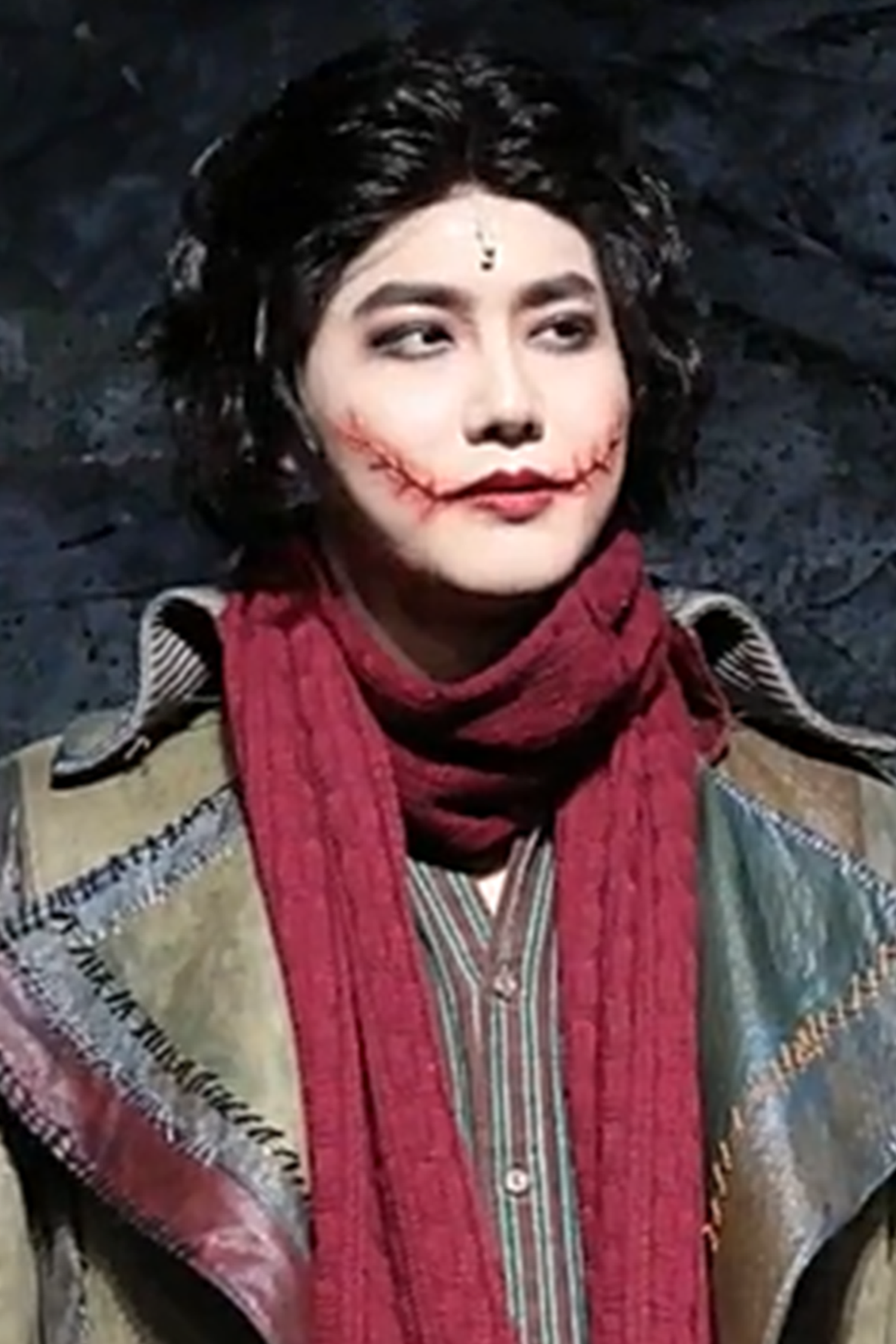
Suho campe Gwynplaine dans The Man Who Laughs (2018).
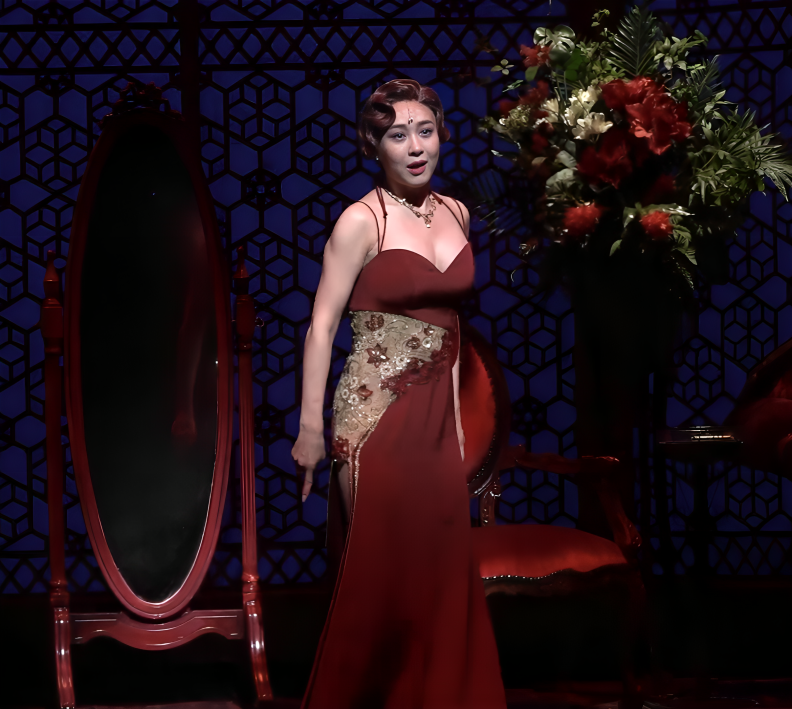
L'une des muses de Wildhorn, Ock Joo-Hyun, dans le rôle-titre de Mata Hari (2022).

Si la presse spécialisée étasunienne se montre souvent glaciale à l'encontre de ses productions, le travail de Wildhorn témoigne néanmoins d'une grande notoriété en Europe et en Asie. A ce sujet, le compositeur fait montre d'une certaine philosophie : « [Les critiques] ne me dérangent plus aujourd'hui. Mes spectacles sont joués dans le monde entier. [...] Quand vous évoquez ces critiques, vous parlez en réalité de cinq pâtés de maisons à New York. Nous ne parlons pas du reste du pays et certainement pas du reste du monde. J'ai eu huit spectacles à Broadway [...]. Je suis l'homme le plus chanceux du monde ».
En 2005, le Budapesti Operettszínház lui passe commande d'un spectacle inédit, Rudolf – The Last Kiss, porté par le couple phare Attila Dolhai et Bernardett Vágó. La même année, la revue Takarazuka le contacte pour créer Never Say Goodbye, ce qui fait de lui le premier compositeur américain à recevoir une commande de l'institution japonaise. L'œuvre met en scène le duo fétiche de la troupe Cosmos pour leur ultime représentation au sein de la revue : Yōka Wao et Mari Hanafusa. Ces dernières joueront par la suite dans la production nippone de Dracula.
En 2008, il est appelé à collaborer avec le Théâtre musical de Karlín, en Tchéquie, où il crée Carmen - toujours aux côtés de son parolier et ami Jack Murphy. La distribution comporte la pop star Lucie Bílá et le rockeur Václav Noid Bárta.
The Count of Monte Cristo, son projet suivant, est créé à destination de la Suisse. Au printemps 2009, la comédie musicale est programmée au Théâtre de Saint-Gall ; elle remporte un gros succès sur les scènes allemandes et est jouée par la suite à Leipzig, Tecklenbourg, Röttingen, Bremerhaven ou Lunebourg. Elle est également transposée à destination des publics japonais, russe et lituanien. Mais son engouement le plus marqué reste en Corée du Sud où elle connaît des débuts triomphants et cinq revivals portés notamment par le duo Shin Sung-rok-Ock Joo-hyun.
En 2014, on dénombre pas moins de 800 productions de Jekyll & Hyde, 400 productions de Dracula et 20 millions de disques vendus pour l'ensemble de ses spectacles. Cette année voit également les débuts de Artus-Excalibur en Suisse. Cette grande fresque tirée du cycle arthurien sera adaptée par la suite au Japon et en Corée du Sud sous le titre de Xcalibur et sera qualifiée de « chef-d'œuvre ».
2015 assoit définitivement sa popularité en Asie, : avec son collaborateur de longue date Jack Murphy, il présente la comédie musicale Death Note, tirée du manga culte éponyme. Le casting comporte notamment Teppei Koike dans le rôle de L Lawliet. L'œuvre est un triomphe immédiat au Japon. Elle sera adaptée presque simultanément en Corée du Sud, avec Kim Junsu - un interprète régulier de Wildhorn, déjà présent dans la distribution sud-coréenne de Dracula. Par la suite, fort de ce succès, Wildhorn adaptera les mangas Fist of the North Star et Your Lie In April.
Méprisé à Broadway lors de sa présentation en 2009, Bonnie & Clyde est encensé sur les scènes japonaises et coréennes dès 2011 ; sa popularité ne se dément pas en Europe, où il est joué en Tchéquie courant 2016 (toujours avec Václav Noid Bárta) puis en Angleterre en 2022, porté par Jeremy Jordan (le Clyde de la production originale).
Courant 2016, Wildhorn créé une comédie musicale à destination du Blue Square Interpark Hall de Séoul : Mata Hari, portée par la diva Ock Joo-Hyun, l'idole Leo et la star emblématique de la comédie musicale Shin Sung-rok. Elle connaît deux revivals, toujours avec Ock Joo-Hyun ; Solar du groupe de K-pop Mamamoo et le chanteur du groupe de rock F.T. Island Lee Hong-ki figurent également au casting. Le spectacle est monté au Japon à trois reprises entre 2017 et 2025 ; chaque mouture met en scène des célébrités de l'industrie du divertissement nippon tels que Reon Yuzuki, Keisuke Higashi, Kazuki Katō, Ryōsuke Miura, Yūsuke Hirose ou encore Shōma Kai.
A l'été 2018, il dévoile une nouvelle création dédiée à la scène sud-coréenne avec The Man Who Laughs, inspirée du roman éponyme de Victor Hugo. Gwynplaine, le personnage emblématique défiguré par le sourire de Glasgow, y est campé en alternance par Park Hyo-shin, Suho, Park Eun-tae, Cho Kyu-hyun ou encore Doyoung. The Man Who Laughs remporte trois récompenses aux Korean Musical Awards de 2019 dont les prix de Meilleure comédie musicale et Meilleur interprète masculin pour Park Hyo-shin.
En 2022 et 2024, Jekyll & Hyde puis Carmen sont montés au Budapesti Operettszínház, toujours avec Attila Dolhai dans le rôle masculin principal.
2022 marque également le pic de sa popularité en Corée du Sud où quatre des productions de Wildhorn sont jouées simultanément : Mata Hari, The Man Who Laughs et Death Note sont programmées à Séoul, alors que Jekyll & Hyde connaît une tournée nationale. L'ensemble de ces comédies musicales reçoit de nombreux éloges et comptent parmi les spectacles les plus populaires de Corée.
En 2025, il participe à la conception de la comédie musicale Kane and Abel, tirée du roman éponyme de Jeffrey Archer. Dédié au marché nippon, le spectacle réunit Wildhorn à la musique, Nathan Tysen aux paroles et Daniel Goldstein au livret ainsi qu'à la mise en scène. Le casting comporte des figures majeures de la scène japonaise comme Yūya Matsushita, Rina Chinen, Takuya Uehara ou encore Yūichirō Yamaguchi.

## Collaborateurs et interprètes réguliers

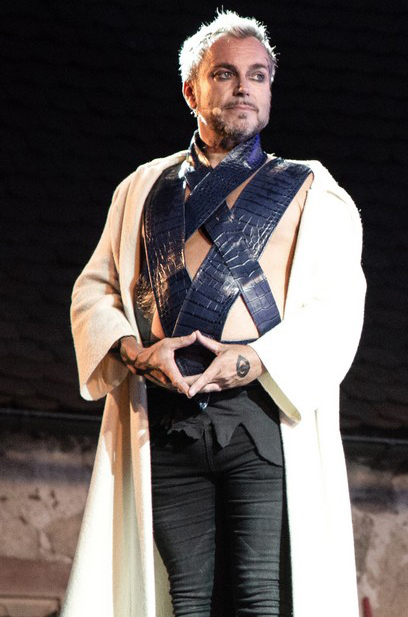
Uwe Kröger, le Merlin de la comédie musicale Artus-Excalibur (2019).

Wildhorn compte parmi ses collaborateurs réguliers les écrivains Steve Cuden, Leslie Bricusse, Jack Murphy, Don Black et Shūichirō Koike.
Brandi Burkhardt a longtemps été sa muse, il crée pour elle les rôles féminins principaux de Wonderland et Bonnie & Clyde.
Il est un admirateur de Uwe Kröger, pour qui il a composé les titres Roseanne et It's Over, tous deux issus de la version suisse-allemande de Dracula. Ce dernier campera par la suite Merlin dans le revival allemand d'Artus-Excalibur.
Il est également très proche de Ock Joo-hyun et voit en elle une âme-sœur artistique : il a participé à la production de l'album Gold de la chanteuse et l'une des mélodies enregistrées, 내 마음을 조심해 (Be careful with my heart), avait été un temps envisagé pour Mata Hari,. Pour composer Mata Hari, Wildhorn s'inspire d'ailleurs directement de la tessiture d'Ock Joo-hyun.
Wildhorn s'inspire de la voix de Park Hyo-shin, futur interprète de Gwynplaine, pour composer les mélodies de The Man Who Laughs.
Il compte aussi dans son entourage proche l'idole Junsu, qu'il considère comme un frère,. Le chanteur est présent au sein de plusieurs distributions liées à Wildhorn, dont Tears of Heaven, Dracula, Death Note et Xcalibur.

## Vie privée
Wildhorn a un fils, Justin, issu d'un mariage antérieur.
Il épouse Linda Eder, la star de Jekyll & Hyde, le 3 mai 1998. Un fils, Jack Ryan, naît de cette union. Le divorce est prononcé en 2004.
Par la suite, en 2006, Wildhorn se fiance avec Brandi Burkhardt, connue pour son rôle de Crickett dans Hart of Dixie. Ils se séparent courant 2010.
En 2014, il annonce ses fiançailles avec Yōka Wao, l'une des anciennes membres de la revue Takarazuka. Wao avait tenu les rôles principaux de la comédie musicale Never Say Goodbye et de la production japonaise de Dracula. Ils se sont mariés le 26 juillet 2015 à Maui, Hawaii.

## Œuvres
- 1990 : Jekyll & Hyde ; revival à Broadway en 2013 – collaboration avec Steve Cuden et Leslie Bricusse
- 1991 : Svengali
- 1995 : Victor Victoria (deux chansons : Trust Me, Louis Says et Living in the Shadows)
- 1997 : The Scarlet Pimpernel – livret et paroles de Nan Knighton
- 1998 : The Civil War – paroles de Jack Murphy ; livret de Frank Wildhorn et Gregory Boyd
- 2003 : Camille Claudel – livret et paroles de Nan Knighton
- 2004 : Dracula, the Musical – livret et paroles de Don Black et Christopher Hampton,
- 2005 : Waiting for the Moon – paroles de Jack Murphy ; revival en 2012 sous le titre Zelda – An American Love Story ; revival japonais en 2015 sous le titre de Scott & Zelda
- 2006 : Cyrano de Bergerac – collaboration avec Leslie Bricusse

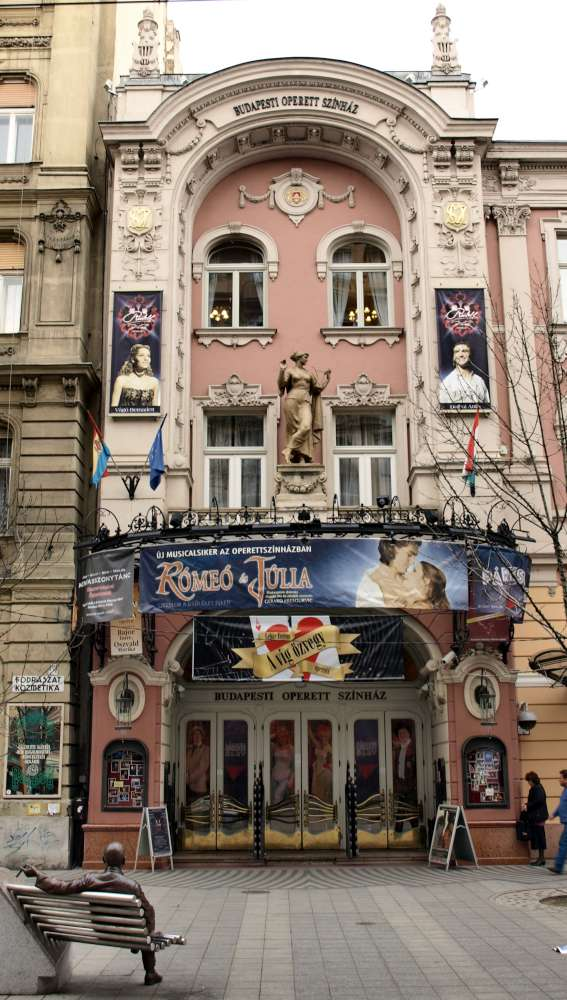
Le Budapesti Operettszínház, où Rudolf a fait ses débuts. Les posters promotionnels du duo principal (Attila Dolhai et Bernardett Vágó) encadrent la statue de la muse Terpszikhoré.

- 2006 : Rudolf – The Last Kiss (commande du Budapesti Operettszínház) – collaboration avec Steve Cuden
- 2006 : Never Say Goodbye  – collaboration avec Shūichirō Koike (commande de la revue Takarazuka)
- 2008 : Carmen – paroles de Jack Murphy
- 2009 : The Count of Monte Cristo – paroles de Jack Murphy
- 2009 : Bonnie & Clyde – paroles de Don Black
- 2009 : Wonderland  – paroles de Jack Murphy
- 2011 : Tears of Heaven – paroles de Robin Lerner
- 2011 : Mitsuko – paroles de Jack Murphy ; collaboration avec Shūichirō Koike
- 2014 : Artus-Excalibur – paroles de Robin Lerner ; versions sud-coréennes et japonaises jouées sous le titre de Xcalibur
- 2015 : Death Note: The Musical – paroles de Jack Murphy et livret de Ivan Menchell
- 2016 : Mata Hari – paroles de Jack Murphy
- 2017 : The Passage to the Light : The Revolutionary Maximilien Robespierre (commande de la revue Takarazuka)
- 2018 : The Man Who Laughs – paroles de Jack Murphy
- 2021 : Fist of the North Star
- 2021 : No Longer Human – paroles de Tracy Miller et Carly Robyn Green ; livret de I Wen Ya et Zhang Mingzhu
- 2022 : Your Lie In April – paroles de Tracy Miller, Carly Robyn Green et Wildhorn ; livret de Riko Sakaguchi
- 2022 : Peter I – livret de Konstantin Rubinsky
- 2025 : Kane and Abel – paroles de Nathan Tysen et livret de Daniel Goldstein
- 2025 : Einstein: A Matter of Time – paroles de Frank Ramond et livret Gil Mehmert
- 202? : The Song of Bernadette – paroles de Robin Lerner et livret de Rinne Groff
- 202? : Reunion – livret de Rinne Groff